# Анастигмат

Анастигма́т (грец. αν… означає заперечення, στίγμα — цятка, пляма) — об'єктив, в якому способом підбору лінз різної кривини, виготовлених зі скла з певними показниками заломлення, максимально усунено астигматизм, а поле зображення є плоским. Інші аберації оптичних систем значно послаблені.
Анастигмат — один з найдосконаліших об'єктивів, що витіснив усі попередні конструкції. Тепер[коли?] промисловість випускає анастигмати з великими кутами поля зору.
Перший анастигмат розробив Пол Рудольф для Carl Zeiss[джерело?].
Характеристики поширених об'єктивів «Індустар» такі: відносний отвір (світлосила) 1 : 2,8 — 1,5; кут зору 50—60°, фокусна відстань 50—500 мм.[джерело?]